# Carel Willink
Albert Carel Willink (Amsterdã, Países Baixos, 7 de março de 1900 - Ibidem,19 de outubro de 1983) foi um pintor holandês que chamou seu estilo de realismo mágico de "realismo imaginário".

## Vida e carreira
Albert Carel Willink nasceu em 7 de março de 1900 em Amsterdã, na Holanda. Ele era o filho mais velho do mecânico Jan Willink e Wilhelmina Altes. Seu pai era um artista amador que incentivou seu filho a pintar.
Depois de estudar brevemente medicina, em 1918-19 Willink estudou arquitetura na Technische Hogeschool em Delft. Depois partiu para a Alemanha, onde não conseguiu entrar na academia em Düsseldorf. Mais tarde, ele estudou por um curto período na Staatliche Hochschule em Berlim.
As primeiras pinturas de Willink eram expressionistas, embora ele também pintasse obras abstratas na época em que expôs com o grupo de novembro em 1923. Em 1924, ele adotou um estilo figurativo influenciado pelas pinturas neoclássicas de Picasso do início dos anos 1920, e especialmente por Léger. Mais tarde na década, Willink desenvolveu um estilo realista mágico relacionado às pinturas metafísicas de Giorgio de Chirico.
De 1935 até sua morte Willink viveu em Amsterdã. Suas pinturas realistas frequentemente retratam cenas levemente inquietantes ocorrendo em frente a edifícios imponentes. Ele também pintou muitos retratos.

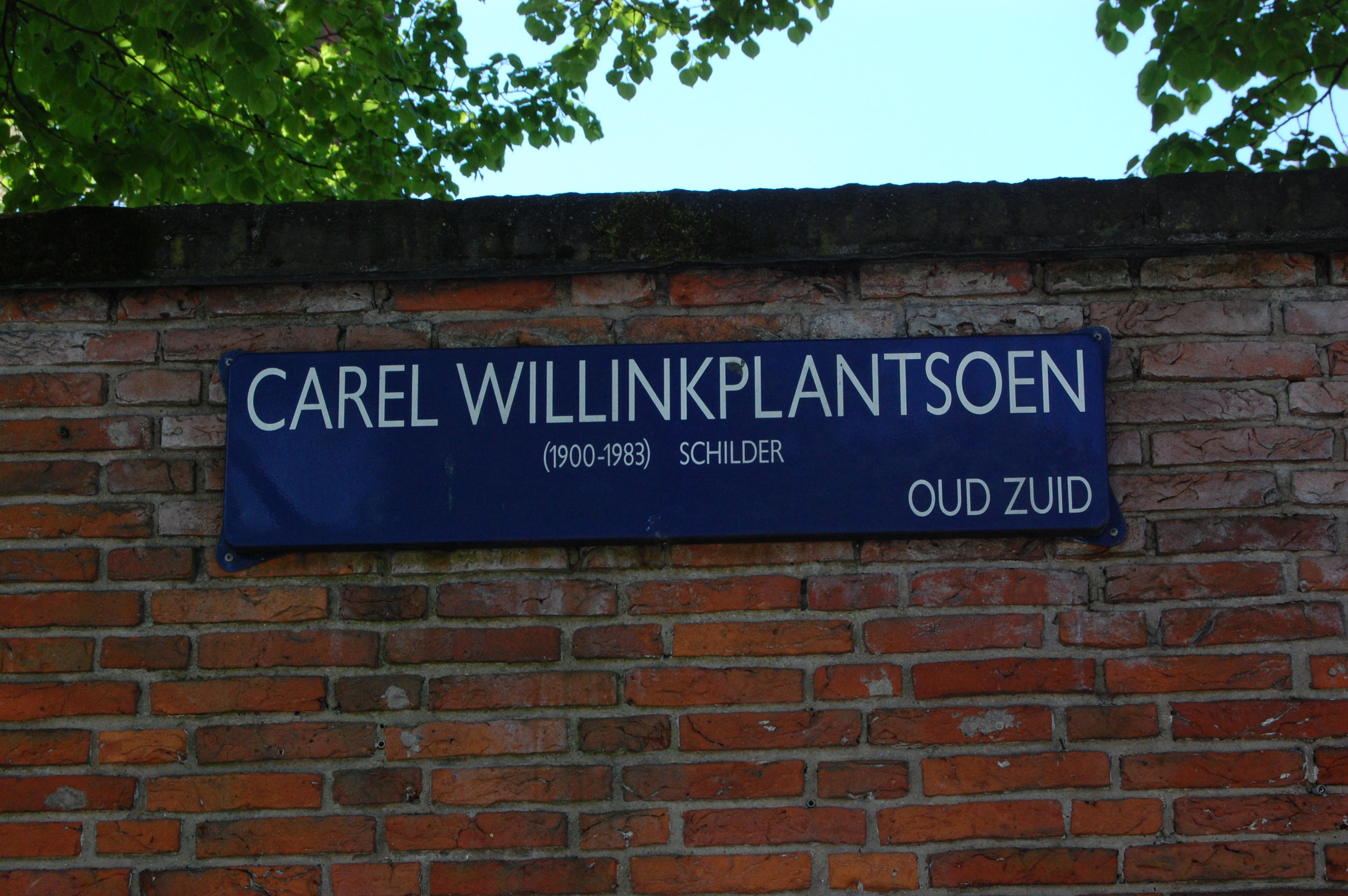
Placa de identificação do parque Carel Willinkplantsoen, Amsterdã

Willink se casou quatro vezes. Seu primeiro casamento em 1927 com Mies van der Meulen (1900-1988) se dissolveu após um ano, mas seu segundo em 1930 com Wilma Jeuken (1905-1960) durou até a morte de um tumor cerebral. Em 1962, ele começou um relacionamento com Mathilde de Doelder, 38 anos mais jovem, com quem se casou em 1969. Seu relacionamento excêntrico os tornou um dos pilares das colunas de fofocas holandesas da época. Em 1975 Willink começou um caso com a escultora Sylvia Quiël, 44 anos mais jovem. Em 1977, ele se divorciou de De Doelder, que cometeu suicídio ou foi assassinada 4 meses depois. No mesmo ano ele se casou com Quiël.
Willink morreu, aos 83 anos, em Amsterdã em 19 de outubro de 1983. Um pequeno parque em Amsterdã, perto do Rijksmuseum, é nomeado em sua homenagem.

## Coleções públicas
- Museum de Fundatie, Zwolle
- Van Abbemuseum, Eindhoven
- Museu MORE, Gorssel
- Castelo de Ruurlo, Ruurlo
- Stedelijk Museum Amsterdam
- Museu Boijmans van Beuningen, Roterdã
- Kunstmuseum Den Haag
- Museu Real de Belas Artes de Antuérpia
- Museu Arnhem
- Museu Central de Utreque

## Galeria

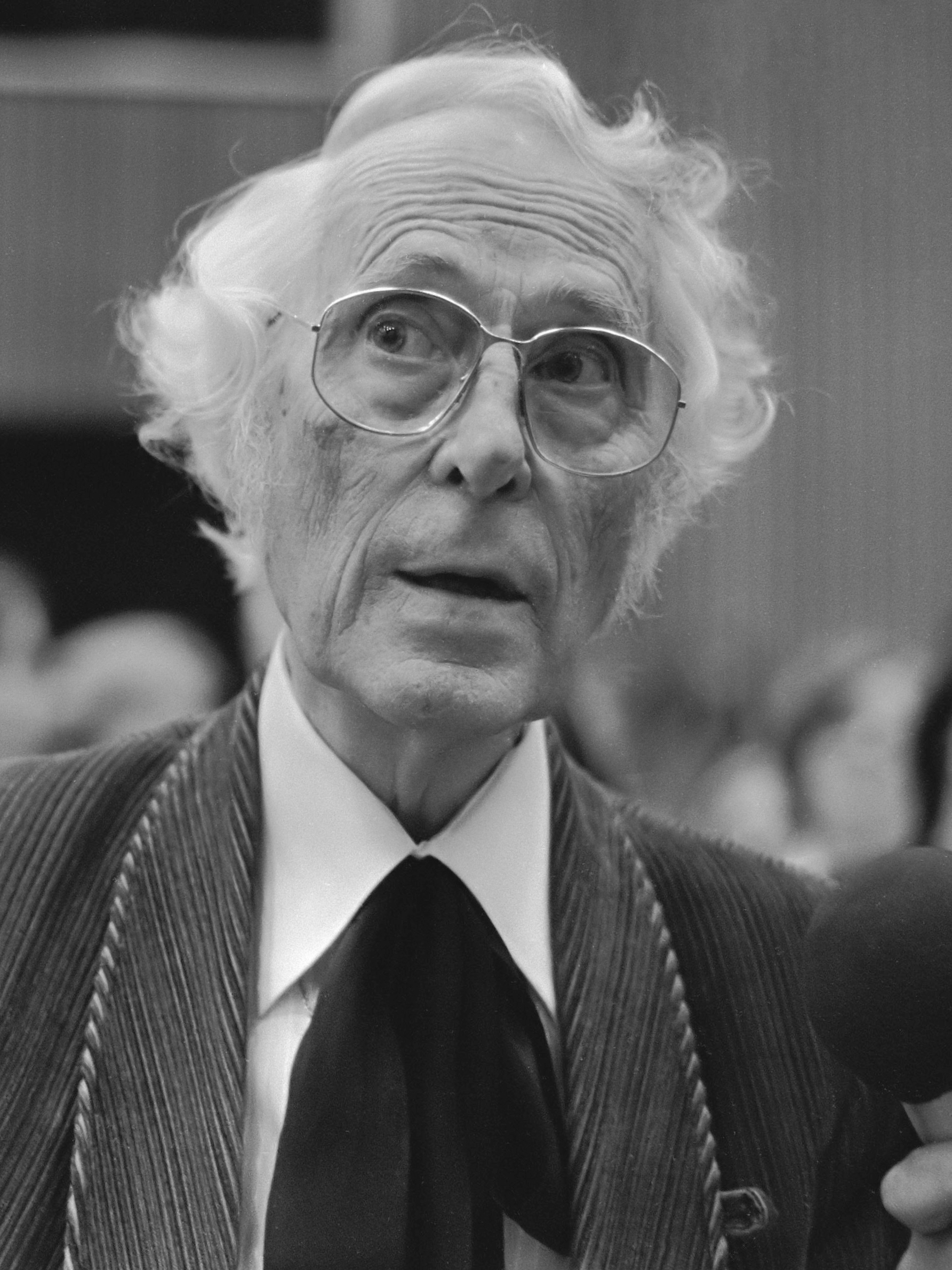
Carel Willink (1980)
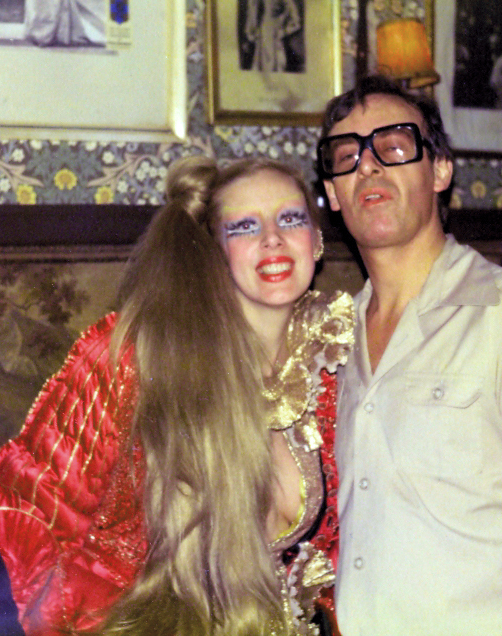
Terceira esposa Mathilde (1975)
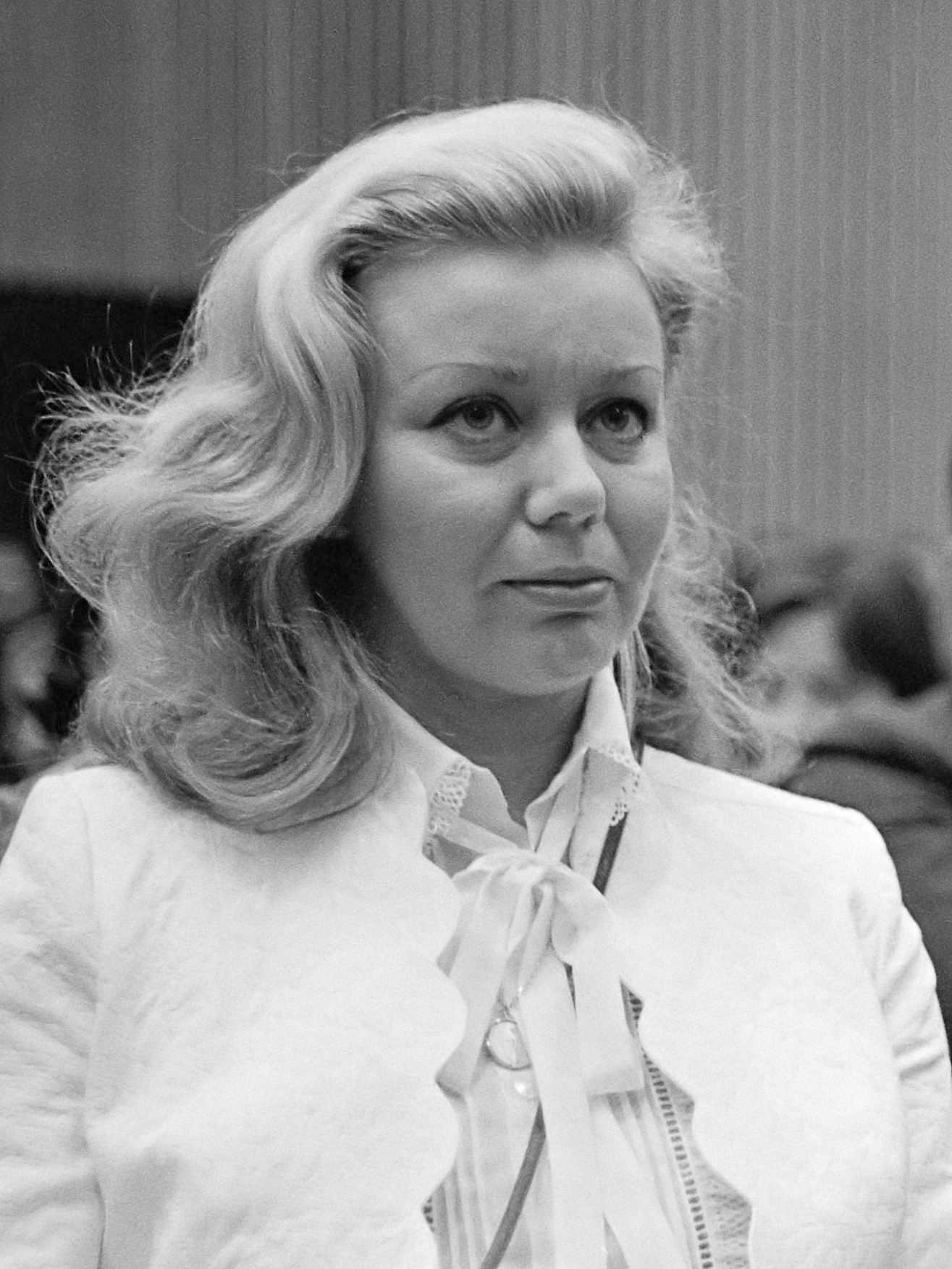
Quarta esposa Sylvia (1980)
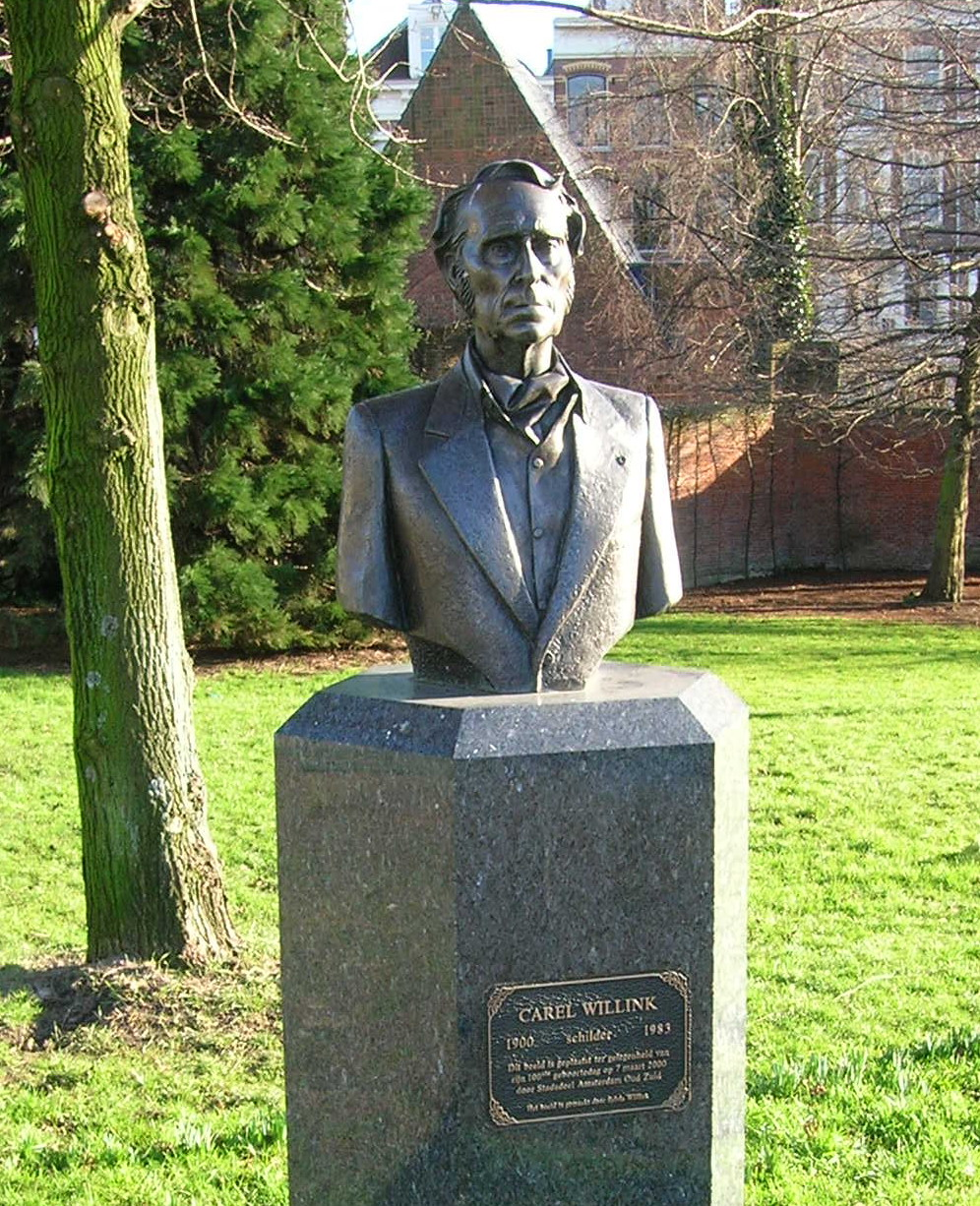
Busto pela esposa Sylvia perto do Rijksmuseum